# Gustaaf Van Slembrouck
Gustaaf van Slembrouck (Oostende, 25 de març de 1902 - Oostende, 7 d'agost de 1968) va ser un ciclista belga que fou professional entre 1925 i 1935. Durant la seva carrera professional va obtenir deu victòries, entre elles quatre etapes del Tour de França.

## Palmarès
- 1925
  - Campió de Bèlgica dels independents
  - Un incident amb una vaca lletera que el va pujar a un fossat, li va fer perdre el Tour de Flandes.[1]
- 1926
  - 1r a la París-La Guerche
  - Vencedor d'una etapa al Tour de França[2][3]
- 1927
  - Vencedor de 2 etapes al Tour de França
- 1929
  - Vencedor d'una etapa al Tour de França
- 1930
  - 1r al Gran Premi de La Tribune Républicaine de Roanne
- 1932
  - 1r a Erembodegem
  - 1r a De Panne
- 1933
  - 1r al Gran Premi de Wingene

## Resultats al Tour de França
- 1926. Abandona (14a etapa). Vencedor de 2 etapes. Porta el mallot groc durant 7 etapes
- 1927. 14è de la classificació general. Vencedor d'una etapa
- 1929. Abandona (9a etapa). Vencedor d'una etapa